# La Permission (film, 2018)
Pour le film de 1968, voir La Permission (film, 1968).
Pour plus de détails, voir Fiche technique et Distribution.
La Permission (persan : عرق سرد, anglais : Cold Sweat) est un film iranien réalisé par Soheil Beiraghi, sorti en 2018.

## Synopsis
Afrooz est capitaine de l'équipe iranienne de futsal qui vient de se qualifier pour la finale du Championnat d'Asie de futsal. Mais, alors qu'elle doit partir pour la Malaisie, elle apprend que son mari lui interdit légalement de quitter le territoire.

## Fiche technique
- Titre : La Permission
- Titre original : Araghe Sard persan : عرق سرد, ce qui signifie Sueur froide
- Réalisation : Soheil Beiraghi (dont c'est le deuxième long métrage)[1]
- Scénario : Soheil Beiraghi
- Musique : Karen Homayunfar
- Photographie : Farshad Mohammadi
- Montage : Bahram Dehghani et Mohammad Najarian Dariani
- Production : Mahdi Davari
- Société de production : Filmiran et Noori Pictures
- Société de distribution : Sophie Dulac Distribution (France)
- Pays :  Iran
- Genre : Drame
- Durée : 88 minutes
- Dates de sortie : 
  -  Iran : 26 septembre 2018
  -  France : 28 novembre 2018

## Distribution
- Baran Kosari : Afrooz[1]
- Amir Jadidi : Yaser[1]
- Leili Rashidi : Pantea
- Hoda Zeinolabedin : Masi
- Sahar Dolatshahi : Mehraneh

## Accueil
Le film, inspiré d'une histoire vraie, a été bien accueilli par la presse française. Guillemette Odicino pour Télérama qualifie le film d'« exemplaire ». Pour Clarisse Fabre dans le journal Le Monde, le scénario n'est pas manichéen et Baran Kosari est admirable. En Iran, il a généré un débat, étant considéré par certains commentateurs comme une vision occidentale.
En 2021, le média allemand Deutsche Welle a relaté, dans une édition en persan, une situation proche de celle du film, concernant la coach iranienne de ski alpin, Samira Zargari, qui n'a pas pu se rendre aux championnats du monde de ski alpin organisés en Italie, et rappelé d'autre situations comparables, dont celle de Niloufar Ardalan en 2015.